# Флейшер, Тилли
Отиллия Флейшер (нем. Ottilie Fleischer, в замужествах Хойзер, нем. Heuser и Гроте, нем. Grote; 2 октября 1911, Франкфурт-на-Майне, Пруссия — 14 июля 2005, Лар) — немецкая легкоатлетка, чемпионка летних Олимпийских игр 1936 года в метании копья, бронзовый призёр летних Олимпийских игр 1932 года.

## Биография
Отиллия Флейшер родилась в 1911 году в семье мясника. В детстве она увлекалась гимнастикой, в подростковом возрасте начала заниматься легкой атлетикой. Она тренировалась в различных направлениях лёгкой атлетики, включая пятиборье, толкание ядра и метания копья и диска.
На летних Олимпийских играх 1932 года в Лос-Анджелесе Флейшер завоевала бронзовую медаль в метании копья, уступив американке Бейб Дидриксон и соотечественнице Эллен Браумюллер. Также она заняла 4 место в метании диска. В 1930 и 1934 годах Флейшер занимала вторые места на Международных женских играх в метании копья и толкании ядра.
На домашних летних Олимпийских играх 1936 года в Берлине Флейшер победила в метании копья, при этом дважды побив олимпийский рекорд в метании копья среди женщин во время нескольких раундов. Флейшер стала первой немкой-чемпионкой Олимпийских игр. После победы Флейшер вместе с двумя другими медалистами была приглашена на встречу с Адольфом Гитлером. Гитлер и Герман Геринг поздравили Флейшер. Впоследствии представители МОК заявили, что лидерам государств не позволено демонстративно поздравлять чемпионов во время Игр. Вероятно, поэтому Гитлер не поздравил американского чернокожего легкоатлета Джесси Оуэнса.
Флейшер была дважды замужем, от первого брака у неё родились две дочери. В 1948 году она открыла магазин кожаных изделий в Ларе, недалеко от Шварцвальда. После завершения карьеры в лёгкой атлетике Флейшер также занималась гандболом. В 1966 году дочь Отиллии Гризела опубликовала книгу, где заявила, что её биологическим отцом был Гитлер. Сама бывшая легкоатлетка отрицала это.
Отиллия Флейшер ушла из жизни в 2005 году на 94-м году жизни. На тот момент она была старейшей олимпийской чемпионкой от Германии.